# 県犬養唐
県犬養 唐（あがたいぬかい の もろこし／から、生没年不詳）は、奈良時代の貴族。名は大唐とも記される。姓は宿禰。官位は従五位下・讃岐守。

## 経歴
聖武朝の神亀3年（726年）従六位上から三階昇進して従五位下に叙爵されている。
その後、天平16年（744年）の安積親王薨去の記事に、母は夫人正三位県犬養宿禰宿禰広刀自で、唐の娘とあり、天平宝字6年（762年）の広刀自の薨伝には、夫人は讃岐守従五位下の唐の娘であると記されている。以上の記述から、従五位下以上の昇叙は行われず、讃岐国の国司を務めたことだけが伝わっている。

## 官歴
『続日本紀』による。
- 時期不詳：従六位上
- 神亀3年（726年） 正月21日：従五位下
- 時期不詳：讃岐守[3]

## 系譜
- 父：不詳
- 母：不詳
- 生母不詳の子女
  - 女子：県犬養広刀自[3] - 聖武天皇夫人